# Боевое сельское поселение
Боевое се́льское поселе́ние — муниципальное образование в Исилькульском районе Омской области Российской Федерации.
Административный центр — посёлок Боевой.

## География
Расстояние до районного центра — 13 км.

## История
Статус и границы сельского поселения установлены Законом Омской области от 30 июля 2004 года № 548-ОЗ «О границах и статусе муниципальных образований Омской области».

## Население
| 2010  | 2011  | 2012  | 2013  | 2014  | 2015  | 2016  |
| ----- | ----- | ----- | ----- | ----- | ----- | ----- |
| 2757  | ↘2745 | ↘2639 | ↘2554 | ↘2473 | ↗2474 | ↘2437 |
| 2017  | 2018  | 2019  | 2020  | 2021  | 2023  |       |
| ↘2424 | ↘2401 | ↘2373 | ↘2311 | ↘2107 | ↘2044 |       |

## Состав сельского поселения
| № | Населённый пункт   | Тип населённого пункта             | Население |
| - | ------------------ | ---------------------------------- | --------- |
| 1 | Боевой             | посёлок, административный центр    | ↘1506     |
| 2 | Боровое            | посёлок                            | ↗480      |
| 3 | Ленинский          | посёлок                            | ↘411      |
| 4 | Озеро Камысловское | железнодорожный остановочный пункт | ↘92       |
| 5 | Омар               | аул                                | ↘7        |
| 6 | Северный           | посёлок                            | ↘60       |
| 7 | Южный              | посёлок                            | ↘201      |

## Известные люди
10 ноября 1959 г. в совхозе БОЕВОЙ родился известный учёный в области педиатрии доктор медицинских наук, профессор Мещеряков Виталий Витальевич